# Gruppo Sportivo Hockey Trissino 1980-1981
Questa voce raccoglie le informazioni riguardanti il Gruppo Sportivo Hockey Trissino nelle competizioni ufficiali della stagione 1980-1981.

## Maglie e sponsor
| 1ª divisa |

## Rosa
| N° | Naz.              | Ruolo | Sportivo               |  |  |  |
| -- | ----------------- | ----- | ---------------------- |  |  |  |
|    | Italia (bandiera) | E     | Alberto Cenzi          |  |  |  |
|    | Italia (bandiera) | E     | Pietro Cenzi           |  |  |  |
|    | Italia (bandiera) | E     | Stefano Dal Lago       |  |  |  |
|    | Italia (bandiera) | E     | Antonio Faccin         |  |  |  |
|    | Italia (bandiera) | E     | Giovanni Gonella       |  |  |  |
|    | Italia (bandiera) | E     | Dario Lora             |  |  |  |
|    | Italia (bandiera) | E     | Massimiliano Nicoletti |  |  |  |
|    | Italia (bandiera) | E     | Valerio Nicoletti      |  |  |  |
|    | Italia (bandiera) | P     | Roberto Peron          |  |  |  |

- Allenatore:  Stefano Stocchetti